# So Matsushima
So Matsushima (松島聡 Matsushima Sō, Shizuoka, 27 de novembre de 1997) és un cantant, actor i locutor de ràdio japonès, membre de l'agència Johnny & Associates i del grup Sexy Zone. Entrà a l'agència Johnny's el febrer de 2011. Al setembre s'anunciava el seu debut amb Sexy Zone i ho feia oficialment el 16 de novembre amb el primer single del grup.

## Sèries de TV
- Koisuru Ganbarebu (恋するガンバレー部, 2011, Fuji TV) com So Matsushima.[5]